# 石原美沙紀
石原 美沙紀（いしはら みさき、1993年9月9日 - ）は、日本の女優、タレント、アイドル。otonaproプロデュースの演劇ユニット爆走おとな小学生のメンバー。ソロでのライブ活動も行う。
千葉県出身。

## 略歴・人物
- 2017年4月より演劇ユニット爆走おとな小学生メンバーとして活動。
- 2017年3月から2020年5月まで所属していたアイドルユニット純粋カフェ・ラッテでは、スウィートハートレッドを担当。
- 2020年9月デビューのアイドルユニット乙女エトワールでは、プロデューサー兼メンバー（担当カラー赤）として活動。
- 「まな板王国のお姫様」であり、ファンの方の呼称は「まな板王国民」。
- 長野県松本市にある泉カーサービスの宣伝大使に就任中。
- 趣味は野球観戦で、ヤクルトスワローズを応援している

## 出演

### 舞台

#### 2013年
- 「メグミのキモチ」（8月31日 - 9月1日、新中野ワニズホール）
- 「E.T.みたいなグッドバイ」（11月1日 - 3日、新中野ワニズホール）

#### 2014年
- 「僕とパンダとイーノと彼女」（1月25日 - 26日、新中野ワニズホール）

#### 2015年
- 「シンデレラのようなもの」（2月27日 - 3月1日、遊空間がざびぃ）
- 「8人の女優たち」（11月26日 - 29日、遊空間がざびぃ） - ミサキ 役

#### 2016年
- 「透明少女」（4月9日 - 17日、新宿村LIVE） - teamエメラルド、ワカメちゃん 役[2]
- 「オレンジノート」（6月22日 - 26日、新宿村LIVE） - ヒメジ 役[3]
- 「ファントム･チューニング 〜調霊探偵･四十万八十二の事件簿〜 」（8月24日 - 28日、新宿村LIVE） - 玉藻姫 役[4]
- 「初等教育ロイヤル」（11月23日 - 27日、新宿村LIVE） - 斎藤さん 役[5]

#### 2017年
- 「46億年ゼミ」（1月12日 - 15日、中目黒キンケロシアター） - 聖奈 役[6]
- 「The Red Moon Night〜月が飛ぶ夜〜」（2月22日 - 26日、新宿村LIVE） - あかねさん / 女優スカーレット 役[7]
- 「すてきな三にんぐみ」（6月1日 - 4日、中目黒キンケロシアター） - 主演・アックス 役[8]
- 「勇者セイヤンの物語（真）」（7月26日 - 30日、CBGK!!シブゲキ） - たまごっっっち 役（モンスター）[9]
- 「愛、お姉ちゃん、湯の花の舞う頃〜I will protect my sister〜」（10月11日 - 15日、コフレリオ新宿シアター） - 神谷祐奈 役（主役、一ノ瀬莉佳子の親友）
- 「勇者セイヤンの物語（仮）」（11月8日 - 12日、CBGKシブゲキ!!） - チャッピリン 役（モンスターハントレット / 元キャラメル王国軍兵士）
- 「ヲトメ噺〜女学生見聞録鍵奇譚〜」（12月13日 - 17日、中目黒キンケロシアター） - かぐや 役 / 劇中振り付け

#### 2018年
- 「スペシャルな恋もベタにオンリー」（2月20日 - 25日、コフレリオ新宿シアター） - ヒロイン・徳山れい 役
- 「初等教育ロイヤル 」（4月4日 - 8日、シアターサンモール） - 斎藤さん 役 / OP・ED振付
- 「ゴリラ 」（4月20日・22日、キンケロシアター） - 日替わりゲスト、サラ 役
- Otona Project第十五弾 演劇ユニット【爆走おとな小学生】第四回特別授業「こっちにおいで、ジョセフィーヌ」team pliue（5月23日 - 27日、新宿村LIVE） - 風花あゆり 役
- 「流さないラジオ」（5月19日・23日、コフレリオ新宿シアター）-  日替わりゲスト、ロナルド・ミーシャ 役
- Otona Project第十七弾 演劇ユニット【爆走おとな小学生】第七回全校集会「勇者セイヤンの物語〜ノストラダム男の大予言〜」（7月25日 - 29日、CBGKシブゲキ!!） - マカロン王女 役
- Otona Project第十八弾 演劇ユニット【爆走おとな小学生】第五回特別授業「あたしをくらえ。」（10月17日 - 21日、新宿村LIVE） - team Bウィルス
- Otona Project第十九弾 演劇ユニット【爆走おとな小学生】第七回課外授業「舞台版「魔法少女（？）マジカルジャシリカ」〜アニメ版なんてありません〜」（11月7日 - 11日、シアターグリーン BIG TREE THEATER） - 主演・マジカルジャシリカ 役
- Otona Project第二十弾 演劇ユニット【爆走おとな小学生】第二十回記念公演授業「ヤキソバチルドレン」（12月28日、新宿村LIVE） -日替りゲスト

#### 2019年
- Otona Project第二十二弾 演劇ユニット【爆走おとな小学生】第八回全校集会「舞台版「魔法少女（？）マジカルジャシリカ」☆第壱磁マジカル大戦☆」 （3月13日 - 17日、シアターサンモール） - マジカルリエコ 役[10]
- Otona Project第二十三弾 演劇ユニット【爆走おとな小学生】第九回全校集会「舞台版「魔法少女（？）マジカルジャシリカ」〜アニメ版なんてありません〜」（4月10日 - 14日、CBGKシブゲキ!!） - 主演・マジカルジャシリカ 役[11]
- Otona Project 第二十四弾］演劇ユニット【爆走おとな小学生】第十回全校集会「初等教育ロイヤル」（5月29日 - 6月2日、東京公演:全労済ホール／スペース・ゼロ / 6月20日 - 23日、大阪公演:ABCホール） - 5年生 清水さん 役[12]
- Otona Project 第二十五弾］演劇ユニット【爆走おとな小学生】第九回課外授業「ミーンナジブンガカワユス」 （7月23日 - 28日、劇場MOMO） - 染谷ポポ 役
- Otona Project 第二十六弾　演劇ユニット【爆走おとな小学生】第十一回全校集会「舞台版「魔法少女（？）マジカルジャシリカ-マジカル零-ZERO-」」（9月5日 - 16日、CBGKシブゲキ!!） - 主演・神崎さくら 役[13]
- Otona Project 第二十七弾　演劇ユニット【爆走おとな小学生】第十二回全校集会「勇者セイヤンの物語（仮）」（10月24日 - 28日、シアター1010） - チャッピリン 役[14]
- Otona Project 第二十八弾　演劇ユニット【爆走おとな小学生】第十三回全校集会「勇者セイヤンの物語（真）」（12月4日 - 8日、東京公演、こくみん共済 coop ホール（全労済ホール）／スペース・ゼロ / 12月27日 - 30日、大阪公演、近鉄アート館） - 4面のボス、街の人2 役 役[15]

#### 2020年
- Otona Project 第二十九弾　演劇ユニット【爆走おとな小学生】第十回課外授業「Office-9no1-」（2月27日 - 3月8日、CBGKシブゲキ!!） - 九乃市京華 役[16]
- 演劇ユニット【爆走おとな小学生】　 第一回通信授業 「パニッシュメントクレイン」（5月16日 - 5月17日、八幡山ワーサルシアター、無観客配信公演） - 主演・みさき 役[17]
- 演劇ユニット【爆走おとな小学生】　 第二回通信授業「〇〇学園人間観察部〜（秘）bow厨賞受賞〜」（6月20日‐21日、MsmileBOX 渋谷（こけら落とし公演）、無観客配信公演） - うさぴょん丸♪小次郎（石原さん）役[18]
- Otona Project 第三十弾　演劇ユニット【爆走おとな小学生】第十一回課外授業「春の陽だまりの如し」（9月25日‐9月27日、シアター1010） - 盗賊団　茜役[19]
- Otona Project 第三十一弾　演劇ユニット【爆走おとな小学生】第一回PTA会議「パニッシュメントクレイン」（10月29日 - 11月1日、アトリエファンファーレ高円寺） - 主演・美沙紀 役[20]
- Otona Project 第三十二弾　演劇ユニット【爆走おとな小学生】第十四回全校集会「初等教育ロイヤル」白組（12月25日 - 27日、東京公演、シアター1010 / 2021年1月7日、大阪公演、COOL JAPAN PARK OSAKA TTホール / 東京公演は無観客での映像収録）） - 5年生 斎藤さん 役[21]

#### 2021年
- Otona Project第三十三弾 演劇ユニット【爆走おとな小学生】第十五回全校集会「勇者セイヤンの物語〜ノストラダム男の大予言〜」（1月21日 - 24日、オルタナティブシアター） - マカロン王女 役[22]
- Otona Project第三十四弾 演劇ユニット【爆走おとな小学生】第十二回課外授業「コトバノコトバ」（3月17日 - 21日、シアターサンモール） - ワージュ 役[23]
- Otona Project第三十五弾 演劇ユニット【爆走おとな小学生】第十六回全校集会「サイキック学園〜青春超能力バトル〜」（5月12日 - 16日、東京公演、こくみん共済　coopホール／スペース・ゼロ / 5月22日 - 23日、石川公演、こまつ芸術劇場うらら） - ジョル子・ジョバナ子 役[24]
- Otona Project 第三十六弾　演劇ユニット【爆走おとな小学生】第十四回全校集会「初等教育ロイヤル」赤組（7月23日 - 25日、京都劇場） - 5年生 斎藤さん 役[25]
- Otona Project 第三十七弾　演劇ユニット【爆走おとな小学生】-山田裕太引退記念授業-「漢のピリオド.〜The Last Stage〜」（9月16日 - 20日、CBGKシブゲキ!!） - 鬼姫 役ほか[26]
- クリエイティブユニット【ソフトボイルド】［Soft  Boiled Theater-4］「カルテットルーム」（10月20日 - 24日、中目黒キンケロ・シアター）- ルーム１（映画・舞台）神田葵 役[27]
- クリエイティブユニット【ソフトボイルド】［Soft  Boiled Theater-5］「和道ノ阿修羅」（12月10日 - 12日、京都劇場） - 輪猫 役[28]
- Otona Project第三十七弾 演劇ユニット【爆走おとな小学生】第十三回課外授業「ハローハローポピーポピー」（12月21日 - 26日、BOX in BOX THEATER） - ポージー 役[29]

#### 2022年
- 舞台「アサルトリリィ・御台場女学校 -The Empathy Phenomenon-」（2月17日 - 28日、紀伊國屋サザンシアター TAKASHIMAYA） - 教導官　稲葉檀 役[30]
- Otona Project第三十九弾 演劇ユニット【爆走おとな小学生】朗読劇「東京怪獣物語」（4月22日 - 24日、アトリエファンファーレ高円寺）[31]
- Otona Project第四十弾 演劇ユニット【爆走おとな小学生】第十七回全校集会「戦国送球〜バトルガールズ〜」（5月25日 - 29日、こくみん共済 coop ホール／スペース・ゼロ） - 浪木琴音 役[32]
- ［Soft  Boiled Theater-８］クリエイティブユニット【ソフトボイルド】「戦国送球〜バトルボールズ外伝〜天上天下唯我独尊」（6月22日 - 26日、シアターサンモール） - 桃園あゆな 役[33][34]
- Otona Project第四十一弾 演劇ユニット【爆走おとな小学生】第十四回課外授業　朗読劇「なななななな」（7月27日 - 31日、シアターサンモール） - 成瀬 役[35][36]
- Otona Project第四十二弾 演劇ユニット【爆走おとな小学生】第十八回全校集会「舞踏戦士オドルンZファイター」（9月16日 - 19日、東京ドームシティ　シアターGロッソ） -青井水妃 役[37][38][39]
- Otona Project第四十三弾【爆走おとな小学生】朗読劇「銀河鉄道のなかで」（10月14日 - 16日、アトリエファンファーレ高円寺） - 清水春 / 宮沢トシ 役[40]
- Otona Project-Produce 演劇ユニット【爆走おとな小学生】朗読劇「カラフル」（10月26日 - 30日、東京ドームシティ　シアターGロッソ） - 折鶴委員長 役[41]
- Otona Project第四十五弾【爆走おとな小学生】朗読劇「ヤドリギの妖精たち」（12月16日 - 18日、新宿シアター・ミラクル）[42]

#### 2023年
- 舞台「アサルトリリィ・御台場女学校 -The Battle to Overcome-」（2月3日 - 12日、こくみん共済 coop ホール スペース・ゼロ） - 教導官　稲葉檀 役[43]
- ［Soft  Boiled Theater-13］クリエイティブユニット【ソフトボイルド】「戦国送球〜バトルボールズ〜大阪冬の陣」（3月29日 - 4月2日、シアター1010） - 米山雪乃 役[44]
- 少年秘密倶楽部 - 零 -（4月27日 - 30日、BOX in BOX THEATER）- ハイド公爵 役[45]
- 舞台「宇宙家族ヤマダさん〜Super saiyAの逆襲〜」（5月31日 - 6月4日、こくみん共済 coop ホール/スペース・ゼロ） - ヤマダ次女
- 朗読劇「マッチングアプリ:アップルボム(仮)」（7月26日 - 30日、シアターサンモール）- のりえ 役
- 舞台「カルネアデスの感触」（10月12日 - 15日、コフレリオ新宿シアター） - 朝日望 役
- 朗読劇「カラフル」（11月15日 - 19日、CBGKシブゲキ!!） - 桑原ひろか 役
- 舞台「ミキアカシ」（12月7日 - 10日、参宮橋トランスミッション） - 南先生 役

#### 2024年
- 朗読劇「マグロ釣ってきます。たくあん買っておいてください。」（1月24日 - 28日、参宮橋トランスミッション） - 藤室明日香、藤室さな枝 役
- 舞台「夜明」（2月29日 - 3月3日、BIG TREE 　THEATER） - 島津てる子 役
- 朗読劇「東京怪獣物語」（3月12日 - 17日、サンモールスタジオ） - 蓮子 役
- 朗読劇「美術室に置き去りにされた天使」（3月26日 - 31日、シアターサンモール） - キシニア 役
- 舞台「少年秘密倶楽部-零-」再演（4月17日 - 21日、萬劇場） - ハイド公爵 役
- 朗読劇「シアター」再演（5月15日 - 26日、シアター風姿花伝） - 祥子 役
- 舞台「少年秘密倶楽部-壱-箱庭の自由」（7月3日 - 7日、新宿村LIVE） - ハイド公爵 役
- 舞台「アサルトリリィ・御台場女学校-The Snow drop-」（8月1日 - 11日） - 稲葉檀 役
- 朗読劇「初等教育ロイヤル」（8月21日 - 25日、こくみん共済coopホール/スペース・ゼロ） - 斎藤さん 役
- 舞台「シュヴァルツ・ゼルドナー」（9月19日 - 22日、中目黒キンケロシアター） - エーデルヴァイス 役[46]
- 朗読劇「カラフル」(11月7日〜10日、CBGKシブゲキ!!） - 桑原ひろか　役
- 朗読劇「白きは沈黙の街で」(11月13日〜17日、CBGKシブゲキ!!） - コクヨウ役
- 朗読×ACTtheater「アイディール・セミナー」(12月11日〜15日、新宿村LIVE） - パラダイス・クイーン役

#### 2025年
- Otona Project 第六十一弾【爆走おとな小学生】舞台「マグロ釣ってきます。たくあん買っておいてください。」（2月21日 - 24日、コフレリオ新宿シアター） - 藤室明日香 役
- Otona Project 第六十二弾【爆走おとな小学生】朗読×ACTtheater「アイディール・セミナー/2nd session」(4月9日〜13日、シアターサンモール） - パラダイス・クイーン役
- Otona Project 第六十三弾 【爆走おとな小学生】朗読×ACTtheater「アイディール・セミナー/Final session」(6月4日〜8日、こくみん共済coopホール） - パラダイス・クイーン役
- 演劇ユニット【メイホリック】×【Kawaii Party！】メイホリックシアター19 ライブ×リーディング 「KAWAII偶像パラドキシカル」(7月30日〜8月3日、CBGKシブゲキ!!） - AKI役

### テレビ
- 神の間（2017年5月4日、フジテレビ） - ＃ハイ_ポール内のコーナーにゲスト出演
- この指と〜まれ！season2（2018年4月28、フジテレビ） - 純粋カフェ・ラッテとしてゲスト出演

### 広告
- .yell plus ブロマイド販売枚数1位 全国LAWSON POSレジ掲載
- 天望縁松本ペット葬祭場（テレビ松本）